# Miguel Rio Branco
Miguel Rio Branco (Las Palmas de Gran Canaria, 11 de diciembre de 1946) es un artista multidisciplinar y fotógrafo brasileño.
Su padre era diplomático y durante su infancia estuvo viviendo en Portugal, Suiza, Brasil y Estados Unidos. En 1966 realizó estudios en el Instituto de Fotografía de Nueva York y en 1968 en la Escuela Superior de Diseño industrial de Río de Janeiro. Comenzó dedicándose a la pintura y en 1974 realizó una exposición de sus cuadros en Berna ya que residía en Suiza. También colaboró en producciones cinematográficas sobre todo como director de fotografía.
Comenzó a colaborar con la agencia Magnum en 1980 y en 1982 se convirtió en corresponsal pero no ha llegado ser miembro de la misma.
A partir de la bienal de São Paulo de 1983 comenzó a realizar instalaciones espaciales combinando fotografías y música buscando una especie de "poesía documental".
Partiendo de imágenes tomadas en 1979 en Pelourinho realizó un cortometraje titulado Nada me llevaré cuando muera, a aquellos que me deben les cobraré en el infierno que el autor considera un "documental poético.
En 1985 publicó el libro Dulce Sudor Amargo que recoge la vida en el casco histórico de la ciudad de Salvador de Bahía que se encontraba abandonado. Otros libros que ha publicado son Nakta en 1996, Silent book en 1997, Miguel Rio Branco en 1998, Pele do Tempo en 1999, Gritos Surdos y Entre os Olhos, o Deserto en 2002 y Plaisir la douleur en 2005.